# Idenau
Idenau è un centro abitato del Camerun, situato nella Regione del Sudovest. Costituisce il capoluogo del comune West Coast (a volte denominato comune di Idenau).
La città è stata fondata ai tempi del dominio coloniale tedesco dal latifondista Ferdinand Scipio, che nel 1898 costituì nell'area (da cui l'anno prima erano stati cacciati i Bakweri) una grande piantagione di cacao, caucciù, banane e palme.